# Færøske kulminer
Færøske kulminer findes kun på den nordlige del af Suðuroy, Færøernes sydligste ø. Kun det nordlige og det sydlige kulfelt har været gjort til genstand for rationel brydning. Det kulførende areal dækker et areal på ca. 23 km². Hele serien af skiferler og kul måler ca. 10 m og indeholder to kulbånd med en samlet gennemsnitstykkelse på ca. 0,75 m. Den kulførende serie er af gennemgående dale opdelt i 4 kulfelter: Kulreserven er på ca. 10 millioner tons.
1. Grímsfjall vest for Hvalba
2. Det nordlige kulfelt med Presfjall og Rókhagi beliggende mellem Hvalba og Trongisvágsdalur.
3. Det sydlige kulfelt med Rangibotnur og Oyrnarfjall
4. Hovstúgvan med Kolheyggjur.

Indtil for få år siden, da en lille gruppe mænd fandt de gamle redskaber frem igen og begyndte at hakke, grave og sprænge endnu et nyt hul. Sydvest for Hvalba i det nordlige felt, ligger den eneste kulmine hvor der stadig brydes kul i begrænset omfang. Minen der beskæftiger 4 arbejdere får støtte til den daglige drift af Færøernes landsstyre. I takt med at olieressourcerne bliver knappe øjner man i Hvalba muligheden for igen at sælge kul. Samtidig vil man skabe et levende kulminedrift-museum, som kan fortælle historien om kulminedriften i området. Kulminen kan besøges ved henvendelse til arbejderne, eller til Suðuroys turist-information.
Geologisk set findes der kullag på Suðuroy, Mykines og Vágar. Kun på Suðuroy har lagene nogen brydningsmæssig betydning, og her er det kun på øens nordlige del. Den kulførende serie er af senere nederoderede øst – vest gående dale opdelt i 4 kulfelter, der igen er skilt af en nederoderet nord–syd gående dal i en østlig og en vestlig del. Ikke alle kulfelter har været gjort til genstand for rationel brydning. Det kulførende areal dækker et areal på ca. 23 km². Hele serien af skiferler og kul måler ca. 10 m og indeholder to kulbånd med en samlet gennemsnitstykkelse på ca. 0,75 m. En anden kilde opgiver lagserien til ned til 4 meter tyk med kullag på ½ – 1½ meter. Højden over havoverfladen er i vest ca. 100 m, mens den aftager til 0 meter i øst. Også mod nord hælder kullaget for at forsvinde under havoverfladen allerede på det nordlige Suðuroy. I nord på Mykines og Vágar dukker kullagene frem igen. Kullene er på alder med tilsvarende forekomster på Svalbard og også med de jyske brunkul, men de færøske har været udsat for større tryk og temperatur, så de besidder en højere grad af forkulning, uden at de kommer på højde med kullene fra kultiden hundrede af millioner år tidligere.

## Historie
I 1626 undersøges mulighederne for kommerciel udnyttelse af kulforekomsterne på Suðuroy, men kulminedrift opgives, da kullene er for vanskelige tilgængelige. 1733 forsøger et engelsk mineselskab at grave efter kul i Oyarnafjall mellem Ørðavík og Trongisvágur, men opgiver året efter. Fra 1780 begynder man at bryde kul ved Hvalba og lige siden har man brudt kul i området.
1826 eksporteres de første kul til Danmark og 1901 begynder et fransk selskab at bryde kul nordvest for Tvøroyri. Et andet fransk mineselskab får 1932 rettighederne til at bryde kul de næste 50 år og bygger et større anlæg ved Rangabotni nord for Trongísvágur. Særlig under  2. verdenskrig var kulbrydningen på Suðuroy vigtig for den færøske energiforsyning. Både i Rangabotni, Fámjin og i Hvalba, brød man kul. 1954 kulminerer kulbrydningen på Suðuroy med 13.000 tons, ca. 75 % af kulforbruget i 1954.
Til fjeldet nord for Trongisvágur fører der en en vej til Rangabotnur. Her har man fra 1901-1955 brudt kul ved at grave minegange ind i fjeldet til kullaget. Kullet blev derefter fragtet via en hængebane ned til havnen ved Drelnes i nærheden af Tvøroyri. De forladte kulminer og rester af bygninger, hængebane, tipvogne, slagger og sorteringsanlæg kan stadig ses i området.
Fra 1920'erne og 40 år frem brød man brunkul i fjeldet ved Hvalba. Byens mænd blev alle involveret og børnene var med fra tiårsalderen. Mændene brød gruber ind i fjeldet med hakker og andet hånddrevent udstyr, trillede kullet ud på små kulvogne og transporterede det ned fra fjeldet til udskibning til resten af Færøerne fra kysten ved Hvalba.
Kul var på retræte og kulminedriften mistede sin relevans nogenlunde samtidig med at man begyndte at bygge tunneller på Færøerne. Så da Hvalbas tunnel var færdig rejste kulminearbejderne videre sammen med de danske entreprenører, for at grave nye veje gennem de grønne fjelde.

## Galleri
- Rester fra kulminedriften ved Rangibotnur
- Den nyeste kulmine sydvest for Hvalba
- Kulminen nord for Fámjin, som aldrig kom i drift
- Rester fra transportanlægget fra kulminen ved Fámjin